# Julius Eberhardt
Julius Eberhardt (* 1. März 1936 in St. Pölten; † 25. März 2012 in Wien) war ein österreichischer Bauunternehmer und Architekt.

## Leben
Eberhardt besuchte das Bundesrealgymnasium in St. Pölten und maturierte an der HTL Schellinggasse in Wien, anschließend studierte er an der Akademie der bildenden Künste Wien. 1960 schloss er seine berufliche Ausbildung mit der Staatsprüfung für Architektur sowie der Baumeister- und der Ziviltechnikerprüfung ab. 1964 übernahm er das von seinem Vater im Jahre 1928 gegründete Bauunternehmen mit 90 Beschäftigten, das er im Lauf der Jahrzehnte ausbaute. 1993 verkaufte er das Unternehmen mit 1.300 Beschäftigten an die Raiffeisenlandesbank Niederösterreich-Wien und wurde dessen Aufsichtsratsvorsitzender. Später fusionierte das Unternehmen mit der Neue Reformbau GesmbH und den Kernunternehmen der ehemaligen Maculan Holding Uniprojekt und Hinteregger zur ERA-Bau AG, die wiederum 1998 von der Bau Holding AG, der heutigen Strabag, übernommen wurde.

## Auszeichnungen und Ehrungen
- 1982 Silbernes Ehrenzeichen für Verdienste um das Bundesland Niederösterreich
- 1996 Goldenes Ehrenzeichen für Verdienste um das Bundesland Niederösterreich
- 1996 Verleihung des Berufstitels Kommerzialrat
- 2002 Großes Silberne Ehrenzeichen für Verdienste um die Republik Österreich[7]
- 2002 Verleihung des Titels Universitätsprofessor an der Peking Normal University
- 2002 Ehrenprofessor am Institut für Internationale Kultur der chinesischen Akademie für Sozialwissenschaften Peking.
- Eberhardt wurde 1995 zum Ehrenpräsident der Sportunion St. Pölten ernannt und erhielt im Zuge seines Engagements für die Sportunion zahlreiche Auszeichnungen.
- 2008: Komtur des Ordens vom Heiligen Papst Silvester[8]

## Brand der Sophiensäle
Zum Zeitpunkt der Brandes der Sophiensäle in Wien war Julius Eberhardt Eigentümer der Sophiensäle AG. Nur drei Wochen nach dem fahrlässig verursachten Brand stellte diese den Antrag den Denkmalschutz für Teile des Gebäudes aufheben zu lassen und lehnte eine Sanierung ab. Ziel war es ein Hotel auf dem zentrumsnah gelegenen Grundstück zu errichten. Siehe Hauptartikel Sofiensäle.

## Bauprojekte
- 1959/1961 Bildungshaus St. Hippolyt
- Österreichisches Staatsarchiv[11]